# Copa de la CEI 2007
La Copa de la CEI 2007 es la 15.ª edición de este torneo de fútbol a nivel de clubes organizado por la Unión de Fútbol de Rusia y que contó con la participación de 16 equipos, 15 de ellos representantes de los países que conformaban la Unión Soviética y por primera vez un representante de un país que no perteneció a la Unión Soviética.
El Pakhtakor Tashkent de Uzbekistán venció al FK Ventspils de Letonia en la final jugada en Moscú para ser el primer equipo de Uzbekistán en ganar el torneo.

## Participantes
| Equipo                 | Clasificación                                           | Apariciones |
| ---------------------- | ------------------------------------------------------- | ----------- |
| CSKA Moscú             | Campeón de la 2006 Russian Premier League               | 3           |
| Shakhtar Donetsk       | Campeón de la 2005–06 Vyshcha Liha                      | 4           |
| BATE Borisov           | Campeón de la 2006 Belarusian Premier League            | 3           |
| FBK Kaunas             | Campeón de la 2006 A Lyga                               | 9           |
| Ventspils              | Campeón de la 2006 Latvian Higher League                | 1           |
| Levadia Tallinn        | Campeón de la 2006 Meistriliiga                         | 4           |
| Sheriff Tiraspol       | Campeón de la 2005–06 Moldovan National Division        | 6           |
| Sioni Bolnisi          | Campeón de la 2005–06 Umaglesi Liga                     | 1           |
| Banants Yerevan        | 2.º lugar de la 2006 Armenian Premier League            | 1           |
| Baku                   | Campeón de la 2005–06 Azerbaijan Top League             | 1           |
| Aktobe                 | 2.º lugar de la 2006 Kazakhstan Premier League          | 2           |
| Pakhtakor Tashkent     | Campeón de la 2006 Uzbek League                         | 6           |
| Regar-TadAZ Tursunzoda | Campeón de la 2006 Tajik League                         | 6           |
| HTTU Ashgabat          | Campeón de la 2006 Ýokary Liga                          | 2           |
| Dordoi-Dynamo Naryn    | Campeón de la 2006 Kyrgyzstan League                    | 3           |
| OFK Beograd            | 6.º lugar de la 2005–06 Serbia and Montenegro SuperLiga | 1           |

## Fase de grupos

### Grupo A
| Equipo                 | J | G | E | P | GF | GC | GD | Pts |
| ---------------------- | - | - | - | - | -- | -- | -- | --- |
| CSKA Moscú             | 3 | 2 | 1 | 0 | 6  | 3  | +3 | 7   |
| BATE Borisov           | 3 | 2 | 0 | 1 | 4  | 2  | +2 | 6   |
| Aktobe                 | 3 | 0 | 2 | 1 | 1  | 3  | -2 | 2   |
| Regar-TadAZ Tursunzoda | 3 | 0 | 1 | 2 | 2  | 5  | -3 | 1   |

| 20 de enero de 2007 | CSKA Moscú  | 1 – 1 | Aktobe      | Olympic Sport Complex, Moscú                                |                                                             |
|                     | Pravosud 6' |       | Sobolev 76' | Asistencia: 4,200 espectadores Árbitro(s): Karen Nalbandyan | Asistencia: 4,200 espectadores Árbitro(s): Karen Nalbandyan |

| 20 de enero de 2007 | BATE Borisov     | 2 – 0 | Regar-TadAZ Tursunzoda | Dynamo Manage, Moscú                                   |                                                        |
|                     | Rodionov 37' 49' |       |                        | Asistencia: 300 espectadores Árbitro(s): Hannes Kaasik | Asistencia: 300 espectadores Árbitro(s): Hannes Kaasik |

| 21 de enero de 2007 | CSKA Moscú                  | 2 – 0 | BATE Borisov | Olympic Sport Complex, Moscú                                |                                                             |
|                     | Tatarchuk 67' · Gagloev 75' |       |              | Asistencia: 2,500 espectadores Árbitro(s): Veaceslav Banari | Asistencia: 2,500 espectadores Árbitro(s): Veaceslav Banari |

| 21 de enero de 2007 | Regar-TadAZ Tursunzoda | 0 – 0 | Aktobe | Dynamo Manage, Moscú                                       |  |
|                     |                        |       |        | Asistencia: 200 espectadores Árbitro(s): Allabergen Sapaev |  |

| 23 de enero de 2007 | Regar-TadAZ Tursunzoda       | 2 – 3 | CSKA Moscú                                   | Olympic Sport Complex, Moscú                             |                                                          |
|                     | Abdulloyev 8' · Rakhimov 82' |       | Grichenkov 28' · Pravosud 31' · Kochubei 90' | Asistencia: 4,200 espectadores Árbitro(s): Romāns Lajuks | Asistencia: 4,200 espectadores Árbitro(s): Romāns Lajuks |

| 23 de enero de 2007 | Aktobe | 0 – 2 | BATE Borisov            | Dynamo Manage, Moscú                                         |                                                              |
|                     |        |       | Rodionov 80' 83' (pen.) | Asistencia: 100 espectadores Árbitro(s): Levan Kvaratskhelia | Asistencia: 100 espectadores Árbitro(s): Levan Kvaratskhelia |

### Grupo B
| Equipo              | J | G | E | P | GF | GC | GD | Pts |
| ------------------- | - | - | - | - | -- | -- | -- | --- |
| Sheriff Tiraspol    | 3 | 3 | 0 | 0 | 10 | 5  | +5 | 9   |
| Baku                | 3 | 2 | 0 | 1 | 6  | 4  | +2 | 6   |
| Levadia Tallinn     | 3 | 1 | 0 | 2 | 6  | 4  | +2 | 3   |
| Dordoi-Dynamo Naryn | 3 | 0 | 0 | 3 | 0  | 9  | -9 | 0   |

| 20 de enero de 2007 | Baku                                   | 3 – 4 | Sheriff Tiraspol                                          | Olympic Sport Complex, Moscú                                |                                                             |
|                     | Musayev 40' · Mujiri 71' · Ionescu 89' |       | Thiago 36' · Kuchuk 41' · Wallace 45' · Tarkhnishvili 78' | Asistencia: 2,000 espectadores Árbitro(s): Aleksei Nikolaev | Asistencia: 2,000 espectadores Árbitro(s): Aleksei Nikolaev |

| 20 de enero de 2007 | Levadia Tallinn                             | 4 – 0 | Dordoi-Dynamo Naryn | Dynamo Manage, Moscú                                 |                                                      |
|                     | Vassiljev 25' · V.Leitan 29' 37' · Nahk 73' |       |                     | Asistencia: 100 espectadores Árbitro(s): Igor Kister | Asistencia: 100 espectadores Árbitro(s): Igor Kister |

| 21 de enero de 2007 | Sheriff Tiraspol                               | 3 – 2 | Levadia Tallinn      | Olympic Sport Complex, Moscú                           |                                                        |
|                     | Humenyuk 22' · Wallace 55' · Tarkhnishvili 61' |       | Nahk 20' · Purje 36' | Asistencia: 250 espectadores Árbitro(s): Oleh Oriekhov | Asistencia: 250 espectadores Árbitro(s): Oleh Oriekhov |

| 21 de enero de 2007 | Baku                               | 2 – 0 | Dordoi-Dynamo Naryn | Dynamo Manage, Moscú                                       |                                                            |
|                     | Gogoberishvili 77' · Musayev 90+4' |       |                     | Asistencia: 200 espectadores Árbitro(s): Gediminas Mažeika | Asistencia: 200 espectadores Árbitro(s): Gediminas Mažeika |

| 23 de enero de 2007 | Levadia Tallinn | 0 – 1 | Baku       | Olympic Sport Complex, Moscú                               |                                                            |
|                     |                 |       | Mujiri 52' | Asistencia: 250 espectadores Árbitro(s): Stanislav Sukhina | Asistencia: 250 espectadores Árbitro(s): Stanislav Sukhina |

| 23 de enero de 2007 | Dordoi-Dynamo Naryn | 0 – 3 | Sheriff Tiraspol             | Dynamo Manage, Moscú                                      |                                                           |
|                     |                     |       | Alexeev 6' · Suvorov 12' 40' | Asistencia: 350 espectadores Árbitro(s): Karen Nalbandyan | Asistencia: 350 espectadores Árbitro(s): Karen Nalbandyan |

### Grupo C
| Equipo             | J | G | E | P | GF | GC | GD | Pts |
| ------------------ | - | - | - | - | -- | -- | -- | --- |
| Pakhtakor Tashkent | 3 | 2 | 0 | 1 | 7  | 2  | +5 | 6   |
| Ventspils          | 3 | 1 | 2 | 0 | 5  | 3  | +2 | 5   |
| Banants Yerevan    | 3 | 0 | 2 | 1 | 4  | 7  | -3 | 2   |
| Shakhtar Donetsk   | 3 | 0 | 2 | 1 | 3  | 7  | -4 | 2   |

| 20 de enero de 2007 | Shakhtar Donetsk                 | 2 – 2 | Banants Yerevan              | Olympic Sport Complex, Moscú                                 |                                                              |
|                     | Holopyorov 28' · Hoshkoderya 53' |       | Hakobyan 19' · Melkonyan 52' | Asistencia: 3,000 espectadores Árbitro(s): Stanislav Sukhina | Asistencia: 3,000 espectadores Árbitro(s): Stanislav Sukhina |

| 20 de enero de 2007 | Pakhtakor Tashkent | 0 – 2 | Ventspils                         | Dynamo Manage, Moscú                                         |                                                              |
|                     |                    |       | Butriks 63' · Nesterov 88' (a.g.) | Asistencia: 200 espectadores Árbitro(s): Levan Kvaratskhelia | Asistencia: 200 espectadores Árbitro(s): Levan Kvaratskhelia |

| 21 de enero de 2007 | Ventspils    | 1 – 1 | Shakhtar Donetsk | Olympic Sport Complex, Moscú                             |                                                          |
|                     | Kačanovs 70' |       | Moldovan 35'     | Asistencia: 2,000 espectadores Árbitro(s): Igor Zakharov | Asistencia: 2,000 espectadores Árbitro(s): Igor Zakharov |

| 21 de enero de 2007 | Banants Yerevan | 0 – 3 | Pakhtakor Tashkent            | Dynamo Manage, Moscú                                        |                                                             |
|                     |                 |       | Djeparov 4' 8' · Kletskov 83' | Asistencia: 200 espectadores Árbitro(s): Emil Busurmankulov | Asistencia: 200 espectadores Árbitro(s): Emil Busurmankulov |

| 23 de enero de 2007 | Pakhtakor Tashkent                                       | 4 – 0 | Shakhtar Donetsk | Olympic Sport Complex, Moscú                                |                                                             |
|                     | Koshelev 14' · Djeparov 56' · Kapadze 70' · Klikunov 77' |       |                  | Asistencia: 1,000 espectadores Árbitro(s): Veaceslav Banari | Asistencia: 1,000 espectadores Árbitro(s): Veaceslav Banari |

| 23 de enero de 2007 | Banants Yerevan             | 2 – 2 | Ventspils                | Dynamo Manage, Moscú                                   |                                                        |
|                     | Hakobyan 56' · Sseppuya 62' |       | Soleičuks 4' · Ndeki 16' | Asistencia: 300 espectadores Árbitro(s): Rustam Kholov | Asistencia: 300 espectadores Árbitro(s): Rustam Kholov |

### Grupo D
| Equipo        | J | G | E | P | GF | GC | GD | Pts |
| ------------- | - | - | - | - | -- | -- | -- | --- |
| FBK Kaunas    | 3 | 2 | 0 | 1 | 8  | 4  | +4 | 6   |
| OFK Beograd   | 3 | 2 | 0 | 1 | 6  | 4  | +2 | 6   |
| Sioni Bolnisi | 3 | 2 | 0 | 1 | 5  | 4  | +1 | 6   |
| HTTU Ashgabat | 3 | 0 | 0 | 3 | 1  | 8  | -7 | 0   |

| 20 de enero de 2007 | OFK Beograd                   | 2 – 0 | HTTU Ashgabat | Olympic Sport Complex, Moscú                              |                                                           |
|                     | Kolarov 22' · Veselinović 70' |       |               | Asistencia: 500 espectadores Árbitro(s): Valery Vyalichka | Asistencia: 500 espectadores Árbitro(s): Valery Vyalichka |

| 20 de enero de 2007 | FBK Kaunas                | 2 – 1 | Sioni Bolnisi | Dynamo Manage, Moscú                                     |                                                          |
|                     | Pehlić 20' · V.Hleb 90+1' |       | Silagadze 45' | Asistencia: 200 espectadores Árbitro(s): Ravshan Irmatov | Asistencia: 200 espectadores Árbitro(s): Ravshan Irmatov |

| 21 de enero de 2007 | FBK Kaunas              | 2 – 3 | OFK Beograd                                | Olympic Sport Complex, Moscú                           |                                                        |
|                     | Pehlić 6' · Ledesma 14' |       | Nuhi 59' · Veselinović 80' · Novaković 90' | Asistencia: 1,000 espectadores Árbitro(s): Igor Egorov | Asistencia: 1,000 espectadores Árbitro(s): Igor Egorov |

| 21 de enero de 2007 | HTTU Ashgabat | 1 – 2 | Sioni Bolnisi                | Dynamo Manage, Moscú                                     |                                                          |
|                     | Şamyradow 58' |       | Tchassem 21' · Daraselia 31' | Asistencia: 1,000 espectadores Árbitro(s): Romāns Lajuks | Asistencia: 1,000 espectadores Árbitro(s): Romāns Lajuks |

| 23 de enero de 2007 | Sioni Bolnisi              | 2 – 1 | OFK Beograd | Olympic Sport Complex, Moscú                                 |                                                              |
|                     | Oniani 46' · Daraselia 61' |       | Kolarov 88' | Asistencia: 1,500 espectadores Árbitro(s): Aleksandr Gvardis | Asistencia: 1,500 espectadores Árbitro(s): Aleksandr Gvardis |

| 23 de enero de 2007 | HTTU Ashgabat | 0 – 4 | FBK Kaunas                                                    | Dynamo Manage, Moscú                                  |                                                       |
|                     |               |       | Strakhanovich 41' · Pehlić 42' · V.Hleb 44' · Kšanavičius 90' | Asistencia: 200 espectadores Árbitro(s): Vusal Aliyev | Asistencia: 200 espectadores Árbitro(s): Vusal Aliyev |

## Fase Final

### Cuartos de final
| 24 de enero de 2007 | FBK Kaunas                                                | 1 – 1 (2 – 4 p.)           | Ventspils                                | Olympic Sport Complex, Moscú                                 |                                                              |
|                     | Strakhanovich 63'                                         |                            | Rimkus 51'                               | Asistencia: 1,000 espectadores Árbitro(s): Aleksandr Gvardis | Asistencia: 1,000 espectadores Árbitro(s): Aleksandr Gvardis |
|                     |                                                           | Tiros desde el punto penal |                                          |                                                              |                                                              |
|                     | Kijanskas · Činikas · V.Hleb · Strakhanovich · Kančelskis |                            | Rimkus · Dubensky · Kačanovs · Pokarynin |                                                              |                                                              |

| 24 de enero de 2007 | Sheriff Tiraspol | 1 – 0 | BATE Borisov | Olympic Sport Complex, Moscú                            |                                                         |
|                     | Kuchuk 21'       |       |              | Asistencia: 1,500 espectadores Árbitro(s): Vusal Aliyev | Asistencia: 1,500 espectadores Árbitro(s): Vusal Aliyev |

| 24 de enero de 2007 | Pakhtakor Tashkent                               | 1 – 1 (4 – 2 p.)           | OFK Beograd                               | Olympic Sport Complex, Moscú                             |                                                          |
|                     | Djeparov 45' (pen.)                              |                            | Anđelković 75'                            | Asistencia: 1,000 espectadores Árbitro(s): Igor Zakharov | Asistencia: 1,000 espectadores Árbitro(s): Igor Zakharov |
|                     |                                                  | Tiros desde el punto penal |                                           |                                                          |                                                          |
|                     | Djeparov · Inomov · Kapadze · Kiryan · Ponomarev |                            | Kolarov · Božović · Pilipović · Todorović |                                                          |                                                          |

| 24 de enero de 2007 | CSKA Moscú                               | 0 – 0 (3 – 2 p.)           | Baku                                                  | Olympic Sport Complex, Moscú                             |  |
|                     |                                          |                            |                                                       | Asistencia: 4,500 espectadores Árbitro(s): Oleh Oriekhov |  |
|                     |                                          | Tiros desde el punto penal |                                                       |                                                          |  |
|                     | Stepanets · Salugin · Kochubei · Gorelov |                            | Gogoberishvili · Ladaga · Mujiri · Gomes · Abdullayev |                                                          |  |

### Semifinales
| 26 de enero de 2007 | Sheriff Tiraspol | 0 – 1 | Pakhtakor Tashkent | Olympic Sport Complex, Moscú                             |                                                          |
|                     |                  |       | Koshelev 40'       | Asistencia: 2,100 espectadores Árbitro(s): Hannes Kaasik | Asistencia: 2,100 espectadores Árbitro(s): Hannes Kaasik |

| 26 de enero de 2007 | Ventspils  | 1 – 0 | CSKA Moscú | Olympic Sport Complex, Moscú                           |                                                        |
|                     | Rimkus 80' |       |            | Asistencia: 1,500 espectadores Árbitro(s): Igor Kister | Asistencia: 1,500 espectadores Árbitro(s): Igor Kister |

### Final
| 28 de enero de 2007                                                      | Pakhtakor Tashkent                                                                                  | 0 – 0 (9 – 8 p.)           | Ventspils                                                                                                 | Olympic Sport Complex, Moscú                             |  |
|                                                                          | |                            | | Asistencia: 5,000 espectadores Árbitro(s): Oleh Oriekhov |  |
|                                                                          | | Tiros desde el punto penal | |                                                          |  |
|                                                                          | Djeparov · Inomov · Kapadze · Koshelev · Soliev · Bayramov · Kletskov · Suyunov · Iheruome · Juraev |                            | Rimkus · Ziziļevs · Kačanovs · Koļesņičenko · Zangareev · Dubensky · Kosmačovs · Gončars · Ndeki · Vaņins |                                                          |  |
| Pakhtakor Tashkent es el primer equipo de Uzbekistán en ganar el torneo. | |                            | |                                                          |  |

## Campeón
| Copa de la CEI 2007          |
| ---------------------------- |
| Bandera de Uzbekistán        |
| Pakhtakor Tashkent 1º Título |

## Máximos goleadores
| # | Futbolista      | Equipo             | Goles |
| - | --------------- | ------------------ | ----- |
| 1 | Server Djeparov | Pakhtakor Tashkent | 4     |
| 1 | Vitali Rodionov | BATE Borisov       | 4     |
| 3 | Edin Pehlić     | FBK Kaunas         | 3     |